# Saxifraga insularis
Saxifraga insularis là một loài thực vật có hoa trong họ Saxifragaceae. Loài này được (Hultén) Sipliv. miêu tả khoa học đầu tiên năm 1976.